# Resolució 1755 del Consell de Seguretat de les Nacions Unides
La Resolució 1755 del Consell de Seguretat de les Nacions Unides fou adoptada per unanimitat el 30 d'abril de 2007. Després de recordar les resolucions sobre la situació al Sudan, en particular les resolucions 1590 (2005), 1627 (2006), 1653 (2006), 1663 (2006), 1679 (2006), 1706 (2006) i 1709 (2006) i 1714 (2006), el Consell va ampliar sis mesos el mandat de la Missió de les Nacions Unides al Sudan (UNMIS) fins al 31 d'octubre de 2007 i va demanar al Secretari General que nomenés urgentment un nou representant especial per a aquest país.

## Detalls
El Consell també va convidar a les parts en el Acord de Pau Complet a accelerar el progrés en l'aplicació de tots els seus compromisos, en particular per dur a terme l'establiment d'Unitats Conjuntes Integrades i altres aspectes de les reformes del sector de la seguretat.
També es va demanar als partits que tornessin a dinamitzar el procés de desarmament, desmobilització i reintegració dels combatents; completar la redistribució completa i verificada de les forces abans del 9 de juliol de 2007; i adoptar les mesures necessàries per celebrar eleccions nacionals d'acord amb el marc de temps acordat, entre altres coses.
El Consell també va convidar a les parts a tots els acords pertinents a respectar els seus compromisos i aplicar sense demora tots els aspectes d'aquests acords. A més, va demanar a les parts que no havien signat l'Acord de Pau del Darfur a fer-ho sense demora i no actuar de cap manera que impedeixi la seva aplicació.
Explicant la seva posició abans de l'aprovació del text, el representant de Qatar va dir que el Sudan havia adoptat molts passos positius en associació amb les Nacions Unides i la Unió Africana. Tot el que es necessitava ara era l'assistència basada en l'estímul i el respecte mutu, per preservar el que s'havia aconseguit, construir-lo i protegir-lo de qualsevol impacte negatiu.
El propòsit del text, va continuar, era renovar el mandat de la UNMIS. La seva delegació havia expressat els seus comentaris durant l'examen de la primera versió del text, que va superar el seu propòsit i va tractar diversos assumptes que podrien ser tractats per altres mecanismes. A més, el llenguatge del projecte no era coherent amb els últims esdeveniments positius en les relacions entre el Sudan i les Nacions Unides.